# 1990 en aéronautique
Chronologie de l'aéronautique
- 1986
- 1987
- 1988
- 1989
- 1990
- 1991
- 1992
- 1993
- 1994

Cet article présente les faits marquants de l'année 1990 en aéronautique.

## Événements
- 10 janvier : le McDonnell Douglas MD-11 effectue son premier vol.
- 11 février : premier vol de l'hélicoptère de combat sud-africain Denel AH-2 Rooivalk.
- 10 mars : Boeing livre son 6 000e avion de ligne à British Airways, il s'agit d'un 767-200.
- 29 mars : premier vol de l'avion de ligne Iliouchine Il-114.
- 13 avril : premier vol du chasseur-bombardier Soukhoï Su-34.
- 27 avril : premier vol de l'avion de transport léger colombien Gavilán G358.
- 1er mai : premier vol de l'hélicoptère NOTAR McDonnell Douglas MD520N.
- 10 juin : le vol British Airways 5390 subit une décompression explosive à la suite de la rupture du pare-brise du cockpit. Le pilote, aspiré à l'extérieur, est retenu par ses collègues et survit ; l'avion parvient à atterrir sans faire de victimes[1].
- 22 juin : Bombardier rachète la société Learjet.
- 2 août : invasion du Koweït par l'Irak : début de la guerre du Golfe.
- 27 août : premier vol du Northrop YF-23.
- 11 octobre : premier vol de l'avion expérimental à poussée vectorielle Rockwell-MBB X-31.
- 23 octobre : premier vol de l'avion agricole/bombardier d'eau Air Tractor AT-802.
- 29 septembre : premier vol du Lockheed YF-22.
- 21 novembre : premier vol de l'avion sino-pakistanais Nanghang K-8 Karakoum.
- 21 décembre : décès de l'ingénieur aéronautique Clarence « Kelly » Johnson.